# Rotger von Aldendorp
Rotger von Aldendorp (* im 13. Jahrhundert; † im 14. Jahrhundert) war ein römisch-katholischer Geistlicher und Domherr in Münster sowie in Osnabrück.

## Leben

### Herkunft und Familie
Rotger von Aldendorp entstammte dem Essener Ministerialengeschlecht Altendorf (Aldendorp) zu Burg Altendorf im Essener Stadtteil Burgaltendorf. Sein Bruder war der Ritter Wennemar von Aldendorp. Hermann, sein anderer Bruder, war der Vater des Domherrn Hermann von Aldendorp.

### Wirken
Rotger findet als Domherr zu Münster erstmals am 22. Dezember 1315 urkundliche Erwähnung und wird als Magister Ruthgerus bezeichnet. Er erwarb in Paris den akademischen Grad doctor decretorum (Doktor der Rechte) und nahm am 31. Oktober 1322 zusammen mit dem Domherrn Friedrich von Bicken als Beauftragter des münsterischen Bischofs Ludwig an der Kölner Provinzialsynode teil.
Rotger war im Besitze von Kanonikaten in Utrecht und Osnabrück. In der Kirche St. Gereon in Köln war er Scholaster und in dieser Funktion Leiter der Stiftsschule.
1327 war Rotger päpstlicher Gesandter beim Landgrafen Otto von Hessen.
Er war Pfarrer in der St.-Martini-Kirche Groningen
und im Besitze des Archidiakonats Lünen.